# Plagianthus regius
Plagianthus regius (Engels: lowland ribbonwood, Maori: manatu) is een plantensoort uit de kaasjeskruidfamilie (Malvaceae). Het is een grote boom met zachte, gekartelde en puntige bladeren en lange trossen kleine gelige bloemen en kleine groene vruchten.
De soort komt voor in Nieuw-Zeeland en op de Chathameilanden. Hij groeit daar van de kustgebieden tot de lagere montane gebieden. De boom is een prominente soort in alluviaal bos in het laagland.

## Ondersoorten
- Plagianthus regius subsp. chathamicus (Cockayne) de Lange

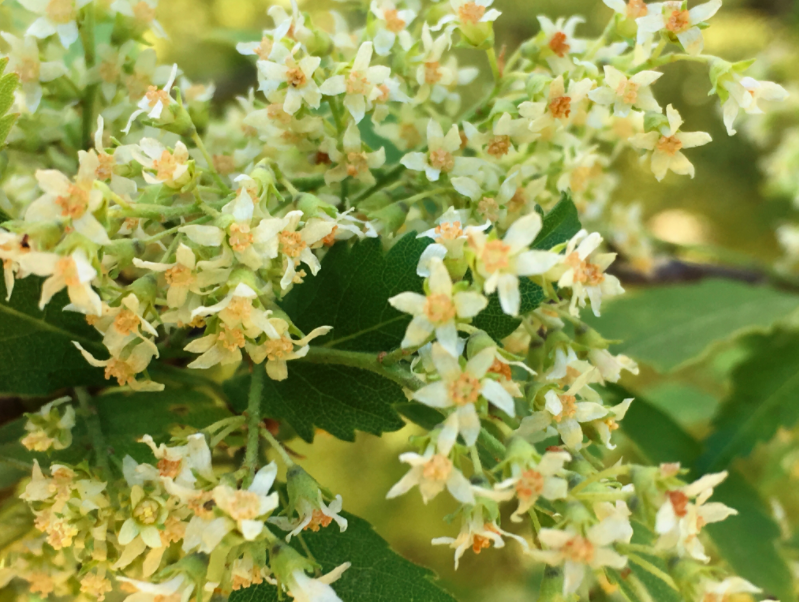
Bloemen

- Plagianthus regius subsp. regius